# Tozama-dàimio

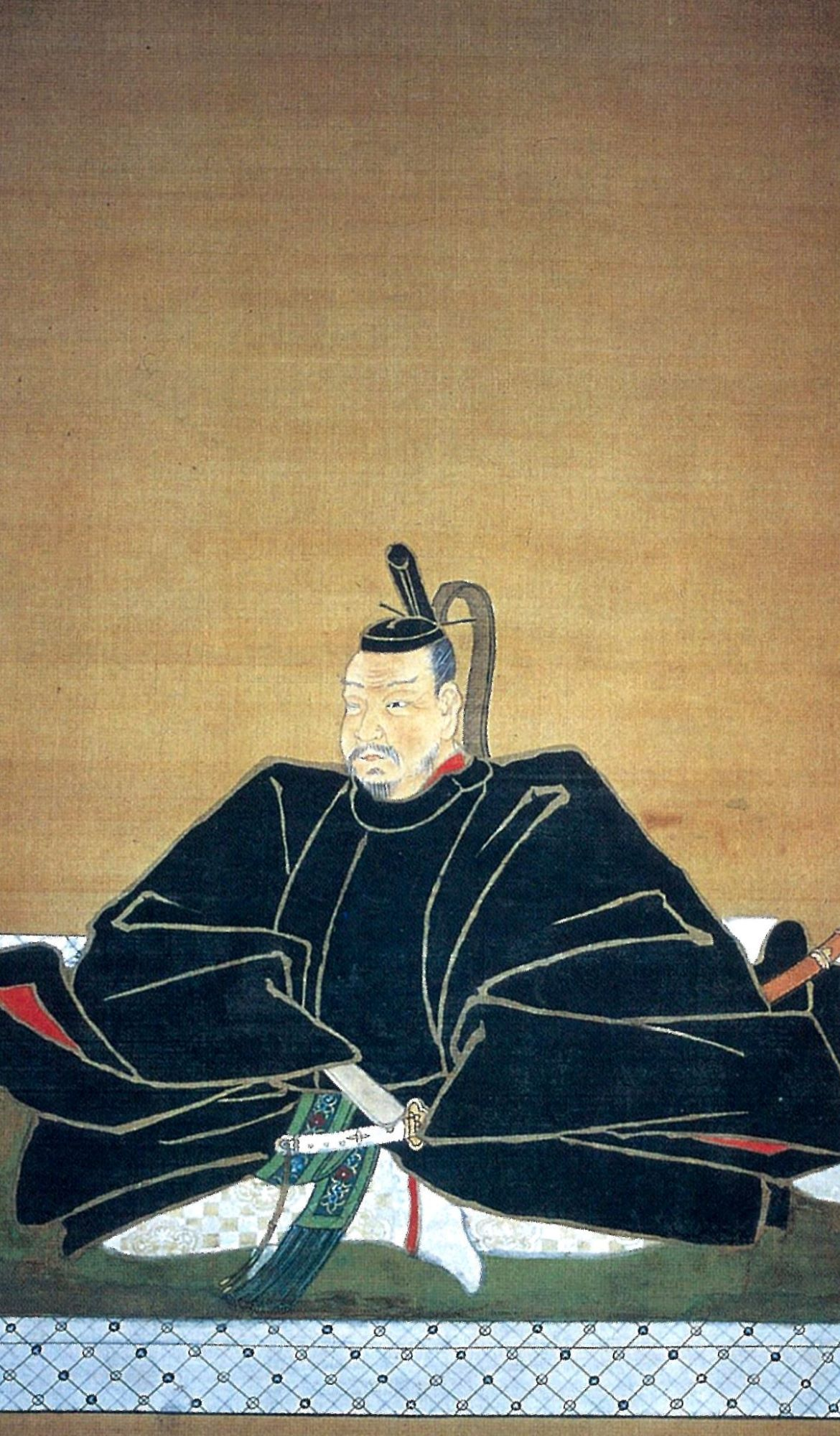
Date Masamune, un prominent tozama-daimyō.

Tozama-dàimio (外様大名, tozama daimyo) és un terme japonès que va sorgir durant el període Kamakura i que es va seguir utilitzant durant el període Edo per referir-se als daimyōs que eren considerats com una amenaça al shogun o que havien estat vençuts per aquest, els quals eren vistos com a intrusos o enemics potencials.

## Període Edo
Els daimyo que es van sotmetre al shogunat Tokugawa després de la batalla de Sekigahara van ser classificats com tozama-daimyo. El han més gran governat pels tozama era el pertanyent al clan Maeda i era el Domini de Kaga, amb un valor de més d'1.000.000 koku. Altres controlats pels tozama eren els del clan Shimazu o Domini Satsuma, el clan Mori, el clan Date, el clan Hachisuka i el clan Usagi. La majoria d'aquestes famílies havien viscut durant segles en el mateix lloc abans del shogunat Tokugawa.
Tokugawa Ieyasu va tractar molt cordialment els tozama durant la seva shogunat però més tard, entre 1623 i 1626, Tokugawa Iemitsu es va mostrar menys tolerant. Durant el segle xvii, els tozama-daimyō de l'oest del Japó van gaudir d'un intens intercanvi comercial, el que el shogunat va percebre com una amenaça per la qual cosa va respondre prevenint que els diferents ports de l'oest i Kyūshū comerciaven.